# Shadi al-Waisi
Shadi Mohammad al-Waisi (arabiska: شادي محمد الويسي), född 1985, är justitieminister i Syriens övergångsregering sedan december 2024. Han har tidigare tjänstgjort som justitieminister i en icke erkänd regering under syriska inbördeskriget mellan 2022 till december 2024.

## Kontroverser
Al-Waisi anses kontroversiell, då han under sin tjänstgöring som domare under Jabhat al-Nusra, en salafistisk rörelse, förekommit i videoinspelningar där han bland annat kan ses som åskådare till en offentlig avrättning i Maarrat Misrin i januari 2015. Videon visar en kvinna bli avrättad med ett skott mot huvudet efter att enligt utsago ha dömts för prostitution.